# L&YR-Klasse 27
| L&YR-Klassen 11, 41, 657, 898 L&YR-Klassen 27 und 28 LMS-Klasse 3F | L&YR-Klassen 11, 41, 657, 898 L&YR-Klassen 27 und 28 LMS-Klasse 3F | L&YR-Klassen 11, 41, 657, 898 L&YR-Klassen 27 und 28 LMS-Klasse 3F | L&YR-Klassen 11, 41, 657, 898 L&YR-Klassen 27 und 28 LMS-Klasse 3F | L&YR-Klassen 11, 41, 657, 898 L&YR-Klassen 27 und 28 LMS-Klasse 3F |
| ------------------------------------------------------------------ | --- | --- | --- | --- |
| L&YR-Klasse 11 Nr. 1068, Lieferlos 5, Werksnummer 66, Baujahr 1890 | | | | |
| Klassen                                                            | | | | |
| L&YR bis 1919:                                                     | 11 | 41 | 898 | 657 |
| L&YR ab 1919:                                                      | 27 | 27 | 28 | 28 |
| LMS ab 1923                                                        | 3F | 3F | 3F | 3F |
| Nummerierung                                                       | | | | |
| L&YR:                                                              | 11…692 1018–32 1053–1092 1113–1152 1180–1209 1233–1257 1276–1280 1291–1310 | 1…926 1599–1603 | 85…904 | 20…1366 |
| LMS:                                                               | 12083… 12606 | 12436… 12619 | 12515– 12536 | 12537– 12556 |
| BR:                                                                | 52088… 52618 | 51229… 52619 | 52515… 52529 | 52541… 52554 |
| Technische Daten                                                   | | | | |
| Anzahl:                                                            | 390 | 48 | 22 | 20 |
| Anzahl gesamt:                                                     | 480 | 480 | 480 | 480 |
| Hersteller:                                                        | L&YR-Werkstätte Horwich | L&YR-Werkstätte Horwich | L&YR-Werkstätte Horwich | L&YR-Werkstätte Horwich |
| Baujahr(e):                                                        | 1898–1901 | 1906, 1909 1917–1918 | 1906, 1909 | 1912 |
| Ausmusterung:                                                      | 1931–1962 | 1934–1962 | 1927–1962 | 1935–1957 |
| Bauart:                                                            | C n2 | C n2 | C h2 | C h2 |
| Spurweite:                                                         | 1435 mm (Normalspur) | 1435 mm (Normalspur) | 1435 mm (Normalspur) | 1435 mm (Normalspur) |
| Länge über Puffer:                                                 | 14.780 mm | 14.780 mm | 14.780 mm | 14.780 mm |
| Fester Radstand:                                                   | 4980 mm | 4980 mm | 4980 mm | 4980 mm |
| Radstand mit Tender:                                               | 10.950 mm | 10.950 mm | 10.950 mm | 10.950 mm |
| Dienstmasse Lok alleine:                                           | 42,8 t | 42,8 t | 45,0 t | 47,2 t |
| Radsatzfahrmasse:                                                  | 15,2 t | 15,2 t | 16,0 t | 16,7 t |
| Höchstgeschwindigkeit:                                             | 100 km/h | 100 km/h | 100 km/h | 100 km/h |
| Indizierte Leistung:                                               | 447 kW (608 PS) | 447 kW (608 PS) | 507 kW (689 PS) | 507 kW (689 PS) |
| Anfahrzugkraft:                                                    | 84 kN | 84 kN | 116 kN | 116 kN |
| Kuppelraddurchmesser:                                              | 1550 mm | 1550 mm | 1550 mm | 1550 mm |
| Steuerungsart:                                                     | Joy mit Flachschieber | Joy mit Flachschieber | Joy mit Kolbenschieber | Joy mit Kolbenschieber |
| Zylinderdurchmesser:                                               | 457 mm (18 in) 445 mm1) (17 1⁄2 in) | 457 mm (18 in) | 508 mm (20 in) | 520 mm (20 1⁄2 in) |
| Kolbenhub:                                                         | 660 mm (26 in) | 660 mm (26 in) | 660 mm (26 in) | 660 mm (26 in) |
| Kessel:                                                            | ähnlich wie Klasse 1008, ab 1919 L&YR-Klasse 5 | ähnlich wie Klasse 1008, ab 1919 L&YR-Klasse 5 | ähnlich wie Klasse 1008, ab 1919 L&YR-Klasse 5 | gleich wie Klasse 816, ab 1919 Klasse 5 |
| Kesselüberdruck:                                                   | 11 bar 12 bar 2) | 12 bar 11 bar 3) | 12 bar | 12 bar |
| Anzahl Heizrohre:                                                  | 220 | 220 | unbekannt | 106 |
| Anzahl Rauchrohre:                                                 | | | unbekannt | 54 |
| Rostfläche:                                                        | 4,43 m² | 4,43 m² | 4,43 m² | 1,7 m² |
| Strahlungsheizfläche:                                              | 10,0 m² | 10,0 m² | 10,0 m² | 10,0 m² |
| Rohrheizfläche:                                                    | 102,4 m² | 102,4 m² | 82,9 m² | 70,8 m² |
| Verdampfungs- heizfläche:                                          | 112,4 m² | 112,4 m² | 92,9 m² | 80,8 m² |
| Überhitzerfläche:                                                  | | | unbekannt | 17,8 m² |
| Stehkessel:                                                        | runde Stehkesseldecke | runde Stehkesseldecke | runde Stehkesseldecke | Belpaire |
| Rohrlänge:                                                         | 3155 mm | 3155 mm | 3155 mm | 3285 mm |
| Kesseldurchmesser:                                                 | 1270 mm | 1270 mm | 1270 mm | 1370 mm |
| Brennstoffvorrat:                                                  | 3 t Kohle | 3 t Kohle | 3 t Kohle | 3 t Kohle |
| Wasservorrat:                                                      | 8,2 m³ | 8,2 m³ | 8,2 m³ | 8,2 m³ |
| Zugbremse:                                                         | Saugluftbremse | Saugluftbremse | Saugluftbremse | Saugluftbremse |
| Anmerkung:                                                         | Alle Angaben beziehen sich auf den Ablieferungszustand, spätere Umbauten sind nicht berücksichtigt 1) 60 Lokmotiven der Lieferlose 18, 19 und 21 2) 20 Lokmotiven des Lieferloses 42 3) 18 Lokmotiven des Lieferloses 53 | Alle Angaben beziehen sich auf den Ablieferungszustand, spätere Umbauten sind nicht berücksichtigt 1) 60 Lokmotiven der Lieferlose 18, 19 und 21 2) 20 Lokmotiven des Lieferloses 42 3) 18 Lokmotiven des Lieferloses 53 | Alle Angaben beziehen sich auf den Ablieferungszustand, spätere Umbauten sind nicht berücksichtigt 1) 60 Lokmotiven der Lieferlose 18, 19 und 21 2) 20 Lokmotiven des Lieferloses 42 3) 18 Lokmotiven des Lieferloses 53 | Alle Angaben beziehen sich auf den Ablieferungszustand, spätere Umbauten sind nicht berücksichtigt 1) 60 Lokmotiven der Lieferlose 18, 19 und 21 2) 20 Lokmotiven des Lieferloses 42 3) 18 Lokmotiven des Lieferloses 53 |

L&YR-Klasse 27 oder Klasse A, ursprünglich nach der Betriebsnummer der ersten gelieferten Lokomotiven als Klassen 11 und 41 bezeichnet, war eine Baureihe von Dreikuppler-Schlepptenderlokomotiven, die im Güterverkehr der Lancashire and Yorkshire Railway (L&YR) eingesetzt wurden. Die Lokomotiven wurden zwischen 1889 und 1918 in den Horwich Works im Großraum Manchester nach einem Entwurf von John Aspinall gebaut, der eine Weiterentwicklung der von William Barton Wright entworfenen L&YR-Klasse 25 ist. George Hughes, der Nachfolger von Wright, ließ die Lokomotiven ab Werk mit Überhitzer ausrüsten und ordnete sie der L&YR-Klasse 28 zu, die ursprünglich als Klassen 898 und 657 geführt wurde. Bei der London, Midland and Scottish Railway wurden alle Bauarten der LMS-Klasse 3F zugeordnet.

## Bau
Um 1900 waren auf den britischen Eisenbahnen etwa 20.000 Lokomotiven im Einsatz, davon ein großer Teil Dreikuppler-Schlepptenderlokomotiven der Achsfolge C, die hauptsächlich im Güterverkehr eingesetzt wurden. Einer dieser bemerkenswert langlebigen Entwürfe war die Klasse 27, die mit 490 Exemplaren gleichzeitig die meistgebaute Lokomotive der Lancashire & Yorkshire Railway war.
Die Grundlage des Entwurfs bildeten die Dreikuppler-Lokomotiven der späteren Klasse 25, die später zu Satteltanklokomotiven der Klasse 23 umgebaut wurden und dabei ihre Schlepptender an neu gebaute Lokomotiven der Klasse 11 abgaben. Die erste Lokomotive der Klasse 11 wurde im September 1889 geliefert. Weitere Lose folgten in Stückzahlen zu 10 oder 20 Exemplaren. Einige Lose wurden ohne Schlepptender geliefert, weil dieser von den zur Klasse 23 umgebauten Lokomotiven übernommen werden konnten.
Bis Aspinall am 1. Juli 1899 Generaldirektor der L&YR wurde, waren 340 der einfachen, aber leistungsstarken Lokomotiven gebaut worden, die als Klasse 11 bezeichnet wurde. Weitere sechzig wurden unter seinem Nachfolger Henry Hoy zwischen 1899 und 1901 gebaut. Die letzten neunzig wurden zwischen 1906 und 1918 unter Hoys Nachfolger George Hughes gebaut, allerdings mit einigen Modifikationen. 48 Lokomotiven der Klasse 41 erhielten bereits ab Werk anstelle der Vakuumpumpe einen großen und einen kleinen Exhauster, wie sie später bei allen Lokomotiven der Klasse eingebaut wurden.
Von der Klasse 898 wurden 1906 zunächst zwei Vorserienlokomotiven gebaut, die als erste britische Lokomotiven ab Werk einen Schmidt-Überhitzer erhielten. Der erste zehnmonatige Probebetrieb war erfolgreich. Die Heißdampflokomotive hatten nicht nur eine höhere Zugkraft und konnten dadurch 10 % höhere Lasten befördern, sondern zeigten auch 12,5 % Kohleneinsparung. Ein weiterer sechsmonatiger Probebetrieb bestätigte die Zahlen, sodass die Beschaffung weiterer 20 Lokomotiven der Klasse beschlossen wurde, die aber erst 1909 abgeliefert wurden.
1912 folgte ein letztes Lieferlos von 20 Heißdampflokomotive, die der Klasse 657 zugeordnet wurden. Sie erhielten erstmals Belpaire-Stehkessel mit flacher Decke, wie sie bei den 1’B1’-Tenderlokomotiven der Klasse 816, ab 1919 Klasse 5, verbaut wurden.

## Betrieb
Die Lokomotiven wurden hauptsächlich vor Kohlenzügen eingesetzt, wo sie Züge mit bis zu 27 Wagen zogen. Es gab aber auch Einsätze vor Reisezügen, wo sie Geschwindigkeiten bis 100 km/h (60 mph) erreichten.
Der Erfolg der Heißdampf-Klassen und die bessere Verdampfungsleistung der Belpaire-Feuerbüchsen führten ab 1911 zum Umbau diverser Lokomotiven aus der Klasse 11 und 41, wobei einige Lokomotiven nur den Belpaire-Stehkessel ohne Überhitzer erhielten.
Während dem 1. Weltkrieg wurden 32 Lokomotiven an die Railway Operating Division (ROD) verliehen und in Frankreich und Belgien eingesetzt. Sie kehrten nach dem Krieg wieder nach England zurück.
Hughes führte 1919 ein neues Klassifikationsschema ein, das alle Nassdampflokomotiven der Klasse 27 zuwies und die Heissdampflokomotiven der Klasse 28.
Bei der Integration der L&YR in die LMS im Jahre 1923 waren noch etwa 300 Lokomotiven vorhanden, die alle der Klasse 3F zugeordnet wurden und Nummern im 12000er-Bereich erhielten. Davon gelangten noch 235 Maschinen zur British Railways (BR), wo die letzten erst am Ende des Dampfbetriebs im Jahre 1962 ausgemustert wurden.

## Erhaltene Lokomotiven

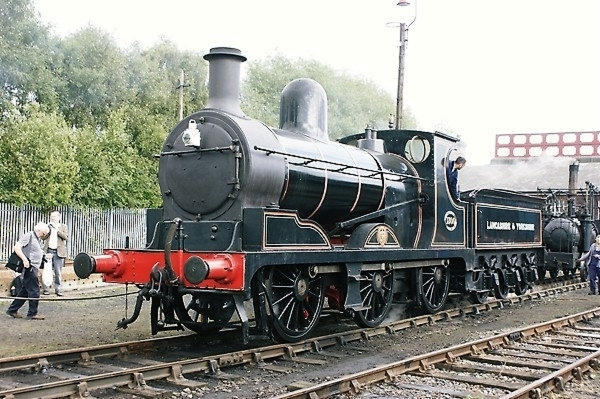
Erhaltene Lokomotive L&YR-Klasse 11 Nr. 1300, Lieferlos 25, Baujahr 1895

Die Lokomotive der Klasse 27, die zuletzt die BR-Nummer 52322 trug, ist erhalten geblieben. Ursprünglich wurde sie 1895 als Lokomotive der Klasse 11 mit dem Lieferlos 25 an die Lancashire and Yorkshire Railway (L&YR) geliefert und erhielt die Betriebsnummer 1300. Im Jahr 1917 wurde ihr ein neuer Kessel eingebaut, und 1923 erhielt sie die LMS-Nummer 12322. Nach ihrer Ausmusterung im Jahr 1960 wurde sie von einem Bauingenieur erworben und als Denkmal am Bahnhof White Bear in Adlington aufgestellt. Später wurde die Lokomotive betriebsfähig aufgearbeitet und dampfte 1982 erstmals wieder. Sie befindet sich in Privatbesitz und ist bei der East Lancashire Railway untergebracht. 2025 befand sich die Lokomotive in Revision.

## Nummerierung
Bei der L&YR erhielten neue Lokomotiven nur dann neue Nummern, wenn sie dazu dienten, den Gesamtbestand an Lokomotiven zu erhöhen. Lokomotiven, die als Ersatz für ältere Lokomotiven geliefert wurden, erhielten die Nummer der ausgemusterten Lokomotive. Die erste Lieferung aus dem damals neuen Werk in Horwich setzte sich deshalb wie folgt zusammen:
- Nr. 11: Ersatz einer Dreikuppler-Satteltanklokomotive der Klasse 216 mit Baujahr 1869, die Nummer war zuvor bereits von zwei anderen Lokomotiven belegt[16]
- Nr. 130: Ersatz einer Dreikuppler-Satteltanklokomotive der Klasse 130 Oldham Incline Engines mit Baujahr 1856,[17] die Nummer war zuvor bereits von zwei anderen Lokomotiven belegt[18]
- Nr. 252: Ersatz einer Dreikuppler-Schlepptenderlokomotive der Klasse 141 mit Baujahr 1878[19]
- Nr. 367: Ersatz einer Dreikuppler-Schlepptenderlokomotive der Klasse 303 mit Baujahr 1866
- Nr. 484: Ersatz einer Dreikuppler-Satteltanklokomotive der Klasse 216 mit Baujahr 1869[17]
- Nr. 1018 bis 1022: Neubaulokomotiven zur Aufstockung des Bestandes[10]

## Lieferlose
Die Lokomotiven wurden in den folgenden 26 Lieferlosen gebaut, die meisten Lose umfassten 20 Lokomotiven:
| Lieferlos | Anzahl | Baujahr(e) | Durchmesser Zylinder | Kessel- druck | Lieferung Lok ohne Schlepptender | L&YR-Klasse bis 1919 | L&YR-Klasse ab 1919 |
| --------- | ------ | ---------- | -------------------- | ------------- | -------------------------------- | -------------------- | ------------------- |
| 2         | 10     | 1889       | 457 mm (18 in)       | 11 bar        |                                  | Klasse 11            | Klasse 27           |
| 3         | 10     | 1889–1890  | 457 mm (18 in)       | 11 bar        |                                  | Klasse 11            | Klasse 27           |
| 5         | 20     | 1890–1891  | 457 mm (18 in)       | 11 bar        |                                  | Klasse 11            | Klasse 27           |
| 6         | 20     | 1891       | 457 mm (18 in)       | 11 bar        |                                  | Klasse 11            | Klasse 27           |
| 8         | 20     | 1891–1892  | 457 mm (18 in)       | 11 bar        | ja                               | Klasse 11            | Klasse 27           |
| 9         | 20     | 1892       | 457 mm (18 in)       | 11 bar        | ja                               | Klasse 11            | Klasse 27           |
| 13        | 10     | 1892–1893  | 457 mm (18 in)       | 11 bar        |                                  | Klasse 11            | Klasse 27           |
| 14        | 20     | 1893       | 457 mm (18 in)       | 11 bar        | ja                               | Klasse 11            | Klasse 27           |
| 15        | 20     | 1893       | 457 mm (18 in)       | 11 bar        | ja                               | Klasse 11            | Klasse 27           |
| 18        | 20     | 1894       | 445 mm (17 1⁄2 in)   | 11 bar        |                                  | Klasse 11            | Klasse 27           |
| 19        | 20     | 1894       | 445 mm (17 1⁄2 in)   | 11 bar        |                                  | Klasse 11            | Klasse 27           |
| 21        | 20     | 1894–1895  | 445 mm (17 1⁄2 in)   | 11 bar        |                                  | Klasse 11            | Klasse 27           |
| 23        | 20     | 1895       | 457 mm (18 in)       | 11 bar        |                                  | Klasse 11            | Klasse 27           |
| 24        | 20     | 1895       | 457 mm (18 in)       | 11 bar        | ja                               | Klasse 11            | Klasse 27           |
| 25        | 20     | 1895–1896  | 457 mm (18 in)       | 11 bar        |                                  | Klasse 11            | Klasse 27           |
| 29        | 20     | 1896       | 457 mm (18 in)       | 11 bar        | ja                               | Klasse 11            | Klasse 27           |
| 31        | 20     | 1897       | 457 mm (18 in)       | 11 bar        | ja                               | Klasse 11            | Klasse 27           |
| 33        | 20     | 1897–1898  | 457 mm (18 in)       | 11 bar        | ja                               | Klasse 11            | Klasse 27           |
| 39        | 20     | 1899–1900  | 457 mm (18 in)       | 11 bar        | ja                               | Klasse 11            | Klasse 27           |
| 40        | 20     | 1900       | 457 mm (18 in)       | 11 bar        | ja                               | Klasse 11            | Klasse 27           |
| 42        | 20     | 1901       | 457 mm (18 in)       | 12 bar        |                                  | Klasse 11            | Klasse 27           |
| 53        | 18     | 1906       | 457 mm (18 in)       | 11 bar        | ja                               | Klasse 41            | Klasse 27           |
| 62        | 20     | 1909       | 457 mm (18 in)       | 12 bar        |                                  | Klasse 41            | Klasse 27           |
| 75        | 10     | 1917–1918  | 457 mm (18 in)       | 12 bar        |                                  | Klasse 41            | Klasse 27           |
| 53        | 2      | 1906       | 508 mm (20 in)       | 12 bar        |                                  | Klasse 898           | Klasse 28           |
| 61        | 20     | 1909       | 508 mm (20 in)       | 12 bar        |                                  | Klasse 898           | Klasse 28           |
| 68        | 20     | 1912       | 520 mm (20 1⁄2 in)   | 12 bar        |                                  | Klasse 657           | Klasse 28           |

## Technik
Alle Lokomotiven der Klassen 27 und 28 besaßen ein Innentriebwerk mit innenliegender Joy-Steuerung. Die Feuerbüchse war zwischen der zweiten und dritten Kuppelachse angeordnet, was der Lokomotive einen asymmetrischen Radstand gab. Der Abstand zwischen der ersten und der zweiten Kuppelachse betrug 2360 mm (7 ft 9 in), zwischen der zweiten und dritten 2615 mm (8 ft 7 in).

### Klasse 11

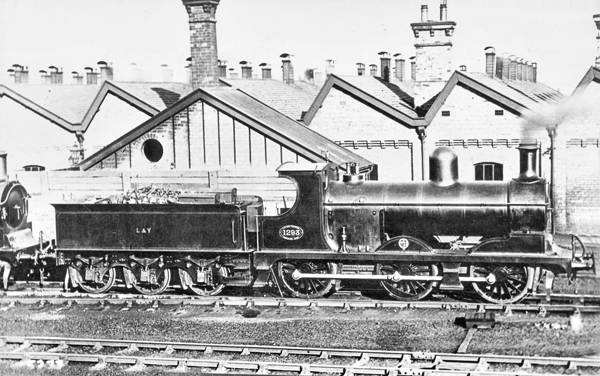
L&YR-Klasse 11 Nr. 1293, Lieferlos 25, Werksnummer 413, Baujahr 1895

Die Klasse 11 ist die größte Klasse, die 1919 in die Klasse 27 integriert wurde. Sie umfasste 390 Nassdampflokomotiven, die von 1889 bis 1901 gebaut wurden. Alle hatten ursprünglich einen Stehkessel mit runder Decke. Bis 1896 wurden 270 Lokomotiven geliefert, die für die Steuerung einfache Muschelschieber verwendeten, die restlichen 120 Lokomotiven wurden mit entlasteten Richardson-Flachschiebern der gebaut.
63 Exemplare erhielten im Laufe der Zeit Belpaire-Stehkessel und Überhitzer eingebaut, einige weitere Lokomotiven erhielten nur die Belpaire-Feuerbüchse anstelle derjenigen mit runder Decke. Die Hälfte der Lose wurden ohne Schlepptender geleifert. 60 Lokomotiven hatten einen geringeren Zylinderdurchmesser, der anstelle von 457 mm (18 in) nur 445 mm (17 1⁄2 in) betrug. Alle Lokomotiven hatten bei Ablieferung Vakuum-Pumpen für die Saugluftbremse, die vom Kreuzkopf angetrieben wurden. Diese wurden später durch Ejektoren ersetzt, die mit dem Abdampf der Zylinder betrieben wurden.

### Klasse 41
Die Klasse 41 umfasste 48 Lokomotiven, die in den Jahren 1906, 1909 und 1917 bis 1918 abgeliefert wurden und ab 1919 der Klasse 27 zugeteilt wurden. Die Klasse 41 hatte wie die Klasse 11 ursprünglich Stehkessel mit runder Decke, waren aber bereits bei Ablieferung mit Ejektoren statt Vakuumpumpen für die Saugluftbremse ausgerüstet, eine Änderung, die später auch von den Lokomotiven der Klasse 11 übernommen wurde. Von dem 1906 ausgelieferten Los 53, das 20 Lokomotiven umfasste, wurden nur 18 Lokomotiven der Klasse 41 ausgeliefert, die letzten beiden waren die Vorserienlokomotiven der Klasse 898. Alle Lokomotiven des Los 53 hatten anfangs konische Schornsteine, die nach einigen Jahren durch Standardkamine ersetzt wurden. Das 1917 bis 1918 abgelieferte Lok 75 umfasste zehn Nassdampflokomotiven, die angeblich aus Ersatzteilen zusammengebaut wurden. Es war gleichzeitig auch das letzte Los der Klasse 27/28-Familie.

### Klasse 898

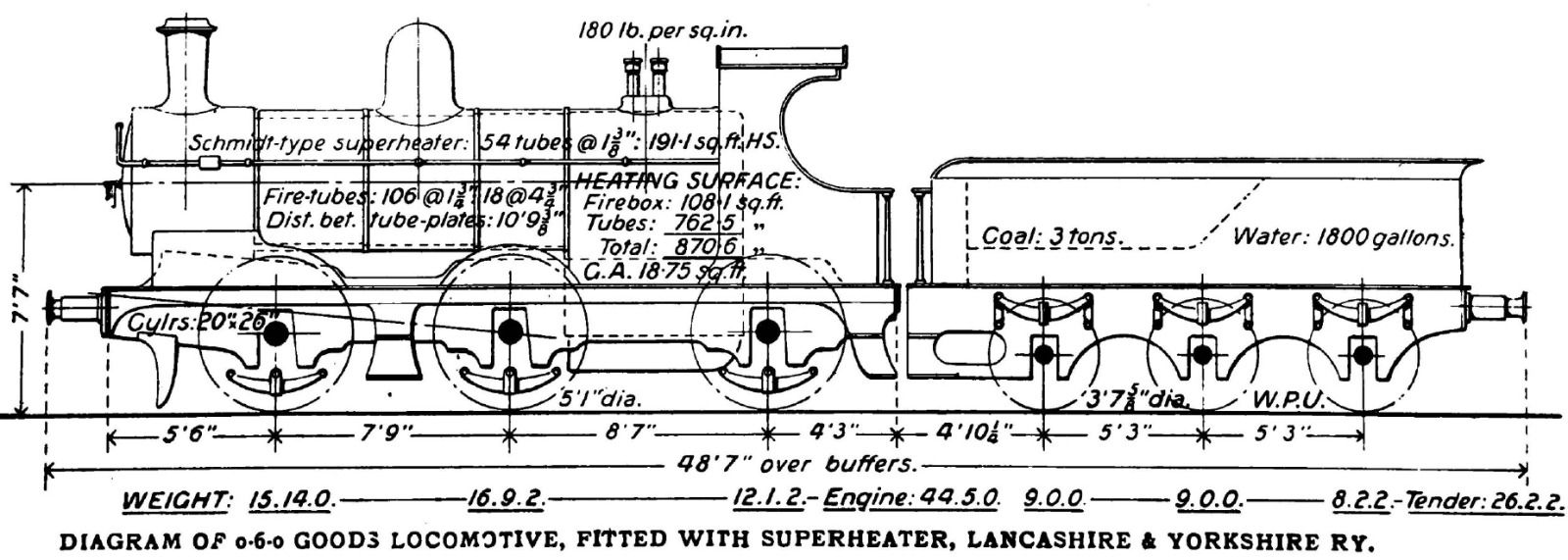
Typenzeichnung der L&YR-Klasse 898 mit Überhitzer und runder Stehkesseldecke

Die Klasse 898 umfasst die erste Serie von Heißdampflokomotiven, die ab 1919 der Klasse 28 zugeteilt wurden. Sie bestand aus zwei 1906 gelieferten Vorserienlokomotiven und zwanzig 1909 gelieferten Serienlokomotiven, alle mit Schmidt-Überhitzern ausgerüstet. Diese Lokomotiven waren die ersten in Großbritannien, die diese aus Deutschland stammende Bauart des Überhitzers verwendeten. Sie behielten den Kessel der Klasse 11 mit runder Stehkesseldecke bei, der jedoch eine längere Rauchkammer erhielt, um den Dampfsammelkasten des Überhitzers unterzubringen. Ebenso wurden die Sandkästen nach vorne verlängert.
Aufgrund der Heißdampftechnik mussten anstelle der Flachschieber Kolbenschieber eingebaut werden. Die unter Dampf stehenden Teile wurden durch eine Zentralschmierung von Ritter mit Heißdampföl versorgt. Die Zylinder waren mit Druckausgleichsventilen versehen. Die flache Rauchkammertür, die später bei allen Lokomotiven Standard wurde, war ebenfalls vorhanden. Die Heißdampftemperatur im Dampfsammelkasten wurde mit einem Steinle-Harting-Pyrometer gemessen, und es gab ein Schieberkasten-Manometer. Alle Lokomotiven hatten anfangs konische Schornsteine, die nach einigen Jahren durch Standardschornsteine ersetzt wurden.
Zwischen 1926 und 1931 wurden von der LMS 18 Lokomotiven der Klasse 898 auf Naßdampfbetrieb umgerüstet. Es wurden Kessel mit runder Stehkesseldecke verwendet, die vom Umbau von Klasse 11-Lokomotiven auf Kessel mit Belpaire-Feuerbüchse frei wurden. Die letzten vier gebauten Lokomotiven blieben bis zu ihrer Ausmusterung Mitte der 1930er Jahre mit dem Heißdampfkessel im Betrieb.

### Klasse 657

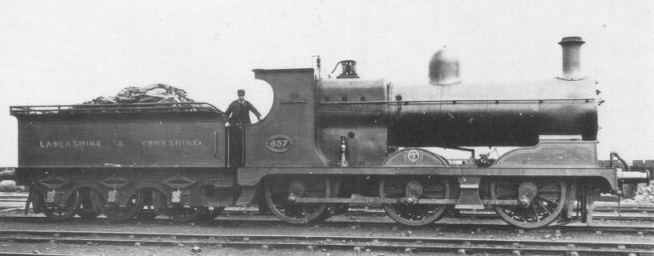
Erste Lokomotive der Klasse 657, Baujahr 1912, Horwich-Werknummer 1152, die Klasse war mit Belpiare-Stehkessel und Überhitzer ausgestattet

Die Klasse 657 umfasste 20 Lokomotiven, die 1912 gebaut wurden. Sie erhielten den Heißdampfkessel mit Belpaire-Feuerbüchse der Klasse 816, einer Baureihe von Tenderlokomotiven der Baureihe 1’B1’, die ab 1919 zur Klasse 5 gehörten. Die meisten Lokomotiven wurden mit Schmidt-Überhitzer ausgerüstet, drei Lokomotiven hatten Horwich-Überhitzer mit oberem und unterem Dampfsammelkasten und zwei Lokomotiven hatten Hughes-Überhitzer.